# Xantal Giné i Patsi
Xantal Giné i Patsi (Barcelona, 23 de setembre de 1992) és una jugadora d'hoquei sobre herba catalana.
És jugadora del Reial Club de Polo de Barcelona i, en diverses ocasions, ha esdevingut internacional amb la selecció espanyola. Algunes de les seves participacions amb el combinat estatal foren al Campionat d'Europa (2013 i 2015), al Campionat del Món (2014 i 2018) i als Jocs Olímpics d'Estiu (2016). Fou precisament en aquests darrers, disputats a Rio de Janeiro, en els quals obtingué un diploma olímpic després que l'equip assolís la vuitena plaça. El seu major èxit ha estat la medalla de bronze al Campionat del Món de 2018.